# Eduard Heinel (Maler)

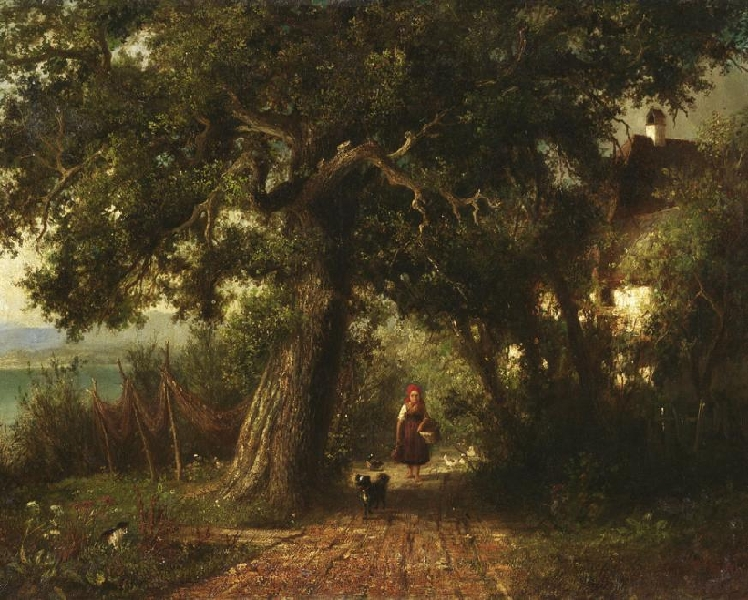
Idyllischer Sommertag

Eduard Heinel (* 1835 in München; † 14. Mai 1895 ebenda) war ein deutscher Genre- und Landschaftsmaler, Sohn von Johann Philipp Heinel (* 21. Oktober 1800 in Bayreuth; † 29. Juli 1843 in München).
Heinel verlor im achten Lebensjahr seinen Vater. Er studierte seit dem 30. Oktober 1852 an der Königlichen Akademie der Künste in München.
Heinel malte zuerst fröhliche Szenen aus dem bayrischen Volksleben, später besuchte er auf Studienreisen Griechenland (1873) und Italien (1880 und 1890).